# سينما جنوب إفريقيا
تشير السينما الجنوب أفريقية إلى الأفلام والسينما في دولة جنوب إفريقيا. تم إنتاج العديد من الأفلام الأجنبية حول جنوب إفريقيا (عادةً ما تتضمن العلاقات بين الأعراق).
كان أول فيلم جنوب أفريقي يحصد الإشادة والاعتراف الدولي هو الفيلم الكوميدي (The Gods Must Be Crazy) الذي أُنتج سنة 1980، من تأليف وإنتاج وإخراج جيمي أويس. تدور أحداث الفيلم في صحراء كالاهاري، ويحكي قصة كيف تغيرت الحياة في مجتمع بوشمن عندما سقطت قنينة كوكاكولا فجأة من السماء، كانت قد أُلقيت من طائرة. وقد قدّم الفيلم وجهة نظر غير صحيحة عن شعب خويسان سان (Khoisan)، من خلال تأطيرهم كمجتمع بدائي مستنير بحداثة زجاجة كوكاكولا المتساقطة. الراحل جيمي أويس، حقق أيضًا نجاحًا في الخارج في السبعينيات من خلال فيلميه (Funny People) و(Funny People II). فيلم (You Must Be Joking!) للمخرج ليون شوستر، كان يحظى بشعبية من قبل السكان البيض في جنوب إفريقيا، خلال فترة الأبارتايد.
يعتبر فيلم المقاطعة 9 الذي أخرجه نيل بلومكامب سنة 2009 من أبرز الأفلام الدنوب أفريقية. تدور القصَّة حول هبوط مركبة ضخمة تحمل كائنات فضائية فوق مدينة جوهانسبرغ بجنوب أفريقيا، والتعقيدات التي تنجمُ عن وجود هذه الكائنات بين سكان المدينة، والاضطهاد والمعاملة اللا إنسانية التي تتعرَّض لها. حاز الفلم جائزة زحل لأفضل الأفلام العالمية، التي تقدمها أكاديمية أفلام الخيال العلمي والخيال والرعب، كما رُشِّح لنيل جائزة الأوسكار في مهرجانها الـ82 عام 2010، للصورة الأفضل وأفضل سيناريو مقتبسٍ وأفضل تأثيرات بصرية وأفضل تحرير.
من الأفلام البارزة الأخرى نجد فيلم تسوتسي الصادر سنة 2005، حيث فاز بجائزة الأوسكار لأفضل فيلم بلغة أجنبية في حفل توزيع جوائز الأوسكار الثامن والسبعون في عام 2006. ونجد فيلم (U-Carmen eKhayelitsha)، الذي فاز بجائزة الدب الذهبي في مهرجان برلين السينمائي الدولي 2005.